# Eddie Segura
Eddie Segura (Pereira, Risaralda, Colombia; 2 de febrero de 1997) es un futbolista colombiano. Juega como defensor central y su equipo actual es Los Ángeles de la MLS de Estados Unidos.

## Trayectoria

### Deportivo Pereira
El 5 de mayo de 2013 Eddie realizó su debut profesional con el primer equipo del Deportivo Pereira en la Categoría Primera B de Colombia, donde jugó los 90 minutos en la victoria 4-2 de su equipo frente a Universitario Popayán en condición de visitante. Su primer gol como profesional lo marcó en el segundo partido que jugó, esta vez fue por Copa Colombia 2013 frente a Deportes Quindío el 7 de mayo.
En el club 'Matecaña' estuvo durante 4 años, los cuales le permitieron destacarse en su posición y llamar la atención de equipos de primera categoría.

### Atlético Huila
En el 2017 se confirmó su llegada al Atlético Huila, club donde tendría más minutos; jugó su primer partido con el club el 5 de febrero en el partido correspondiente a la primera jornada del primer semestre de la Categoría Primera A del 2017 cuando enfrentaron a Patriotas de Boyacá.

### Los Ángeles F.C
Su desempeño destacado en Colombia, lo llevó a ser visto para la MLS de Estados Unidos; y para el 2019 llegaría a Los Ángeles F.C.
Desde su llegada al club y durante 5 temporadas continuas, Eddie se ha coronado de un total de 6 títulos, donde se destacan la MLS Cup del 2022 y la U.S Open Cup del 2024.

## Clubes
| Club              | País           | Año             |
| ----------------- | -------------- | --------------- |
| Deportivo Pereira | Colombia       | 2013 - 2016     |
| Atlético Huila    | Colombia       | 2017 - 2018     |
| Los Ángeles F.C   | Estados Unidos | 2019 - Presente |

## Estadísticas
Actualizado al último partido disputado el 29 de septiembre de 2024.
| Club | Div.          | Temporada     | Liga  | Liga  | Liga  | Copas nacionales (1) | Copas nacionales (1) | Copas nacionales (1) | Copas internacionales (2) | Copas internacionales (2) | Copas internacionales (2) | Total | Total | Total |
| Club | Div.          | Temporada     | Part. | Goles | Asis. | Part.                | Goles                | Asis.                | Part.                     | Goles                     | Asis.                     | Part. | Goles | Asis. |
| --- | ------------- | ------------- | ----- | ----- | ----- | -------------------- | -------------------- | -------------------- | ------------------------- | ------------------------- | ------------------------- | ----- | ----- | ----- |
| Deportivo Pereira · Colombia | 2.ª           | 2013          | 5     | 0     | 0     | 4                    | 1                    | 0                    | —                         | —                         | —                         | 9     | 1     | 0     |
| Deportivo Pereira · Colombia | 2.ª           | 2014          | 32    | 1     | 0     | 4                    | 0                    | 0                    | —                         | —                         | —                         | 36    | 1     | 0     |
| Deportivo Pereira · Colombia | 2.ª           | 2015          | 8     | 0     | 0     | 4                    | 0                    | 0                    | —                         | —                         | —                         | 12    | 0     | 0     |
| Deportivo Pereira · Colombia | 2.ª           | 2016          | 7     | 0     | 0     | 5                    | 0                    | 0                    | —                         | —                         | —                         | 12    | 0     | 0     |
| Deportivo Pereira · Colombia | Total club    | Total club    | 52    | 1     | 0     | 17                   | 1                    | 0                    | —                         | —                         | —                         | 69    | 2     | 0     |
| Atlético Huila Colombia | 1.ª           | 2017          | 36    | 0     | 1     | 3                    | 0                    | 0                    | —                         | —                         | —                         | 39    | 0     | 1     |
| Atlético Huila Colombia | 1.ª           | 2018          | 41    | 2     | 0     | —                    | —                    | —                    | —                         | —                         | —                         | 41    | 2     | 0     |
| Atlético Huila Colombia | Total club    | Total club    | 77    | 2     | 1     | 3                    | 0                    | 0                    | —                         | —                         | —                         | 80    | 2     | 1     |
| Los Ángeles F.C Estados Unidos | 1.ª           | 2019          | 36    | 1     | 1     | 3                    | 0                    | 0                    | —                         | —                         | —                         | 39    | 1     | 1     |
| Los Ángeles F.C Estados Unidos | 1.ª           | 2020          | 25    | 2     | 0     | —                    | —                    | —                    | 5                         | 0                         | 2                         | 30    | 2     | 2     |
| Los Ángeles F.C Estados Unidos | 1.ª           | 2021          | 15    | 0     | 1     | —                    | —                    | —                    | —                         | —                         | —                         | 15    | 0     | 1     |
| Los Ángeles F.C Estados Unidos | 1.ª           | 2022          | 15    | 0     | 0     | —                    | —                    | —                    | 1                         | 0                         | 0                         | 16    | 0     | 0     |
| Los Ángeles F.C Estados Unidos | 1.ª           | 2024          | 24    | 0     | 0     | 5                    | 0                    | 0                    | 6                         | 0                         | 0                         | 35    | 0     | 0     |
| Los Ángeles F.C Estados Unidos | Total club    | Total club    | 115   | 3     | 2     | 8                    | 0                    | 0                    | 12                        | 0                         | 2                         | 135   | 3     | 4     |
| Total carrera | Total carrera | Total carrera | 244   | 6     | 3     | 28                   | 1                    | 0                    | 12                        | 0                         | 2                         | 284   | 7     | 5     |
| (1) Incluye datos de Copa Colombia (2013-2017) y U.S Open Cup (2019 y 2024).(2) Incluye datos de la Concacaf Champions Cup (2020) y Leagues Cup (2022 y 2024). |               |               |       |       |       |                      |                      |                      |                           |                           |                           |       |       |       |

## Palmarés

### Campeonatos nacionales
| Título                 | Equipo         | Sede           | Año  |
| ---------------------- | -------------- | -------------- | ---- |
| MLS Supporters' Shield | Los Angeles FC | Estados Unidos | 2019 |
| MLS Supporters' Shield | Los Angeles FC | Estados Unidos | 2022 |
| MLS Conferencia Oeste  | Los Angeles FC | Estados Unidos | 2022 |
| MLS Cup                | Los Angeles FC | Estados Unidos | 2022 |
| MLS Conferencia Oeste  | Los Angeles FC | Estados Unidos | 2023 |
| U.S. Open Cup          | Los Angeles FC | Estados Unidos | 2024 |